# Джекилл (остров)
Остров Джекилл (англ. Jekyll Island) — остров в Атлантическом океане, расположенный недалеко от Восточного побережья США. Находится в юрисдикции округа Глинн, штат Джорджия. Входит в цепь Морских островов и является одним из Золотых островов Джорджии.
На острове Джекилл есть пляжи, велосипедные маршруты и аквапарк. Также на острове расположено несколько исторических достопримечательностей, преимущественно связанных с событиями XIX и начала XX века. В частности, на острове расположено здание «Клуба острова Джекилл», где в 1910 году в атмосфере строгой секретности прошло заседание группы частных банкиров и политиков высокого ранга, положившее начало созданию Федеральной резервной системы.

## История

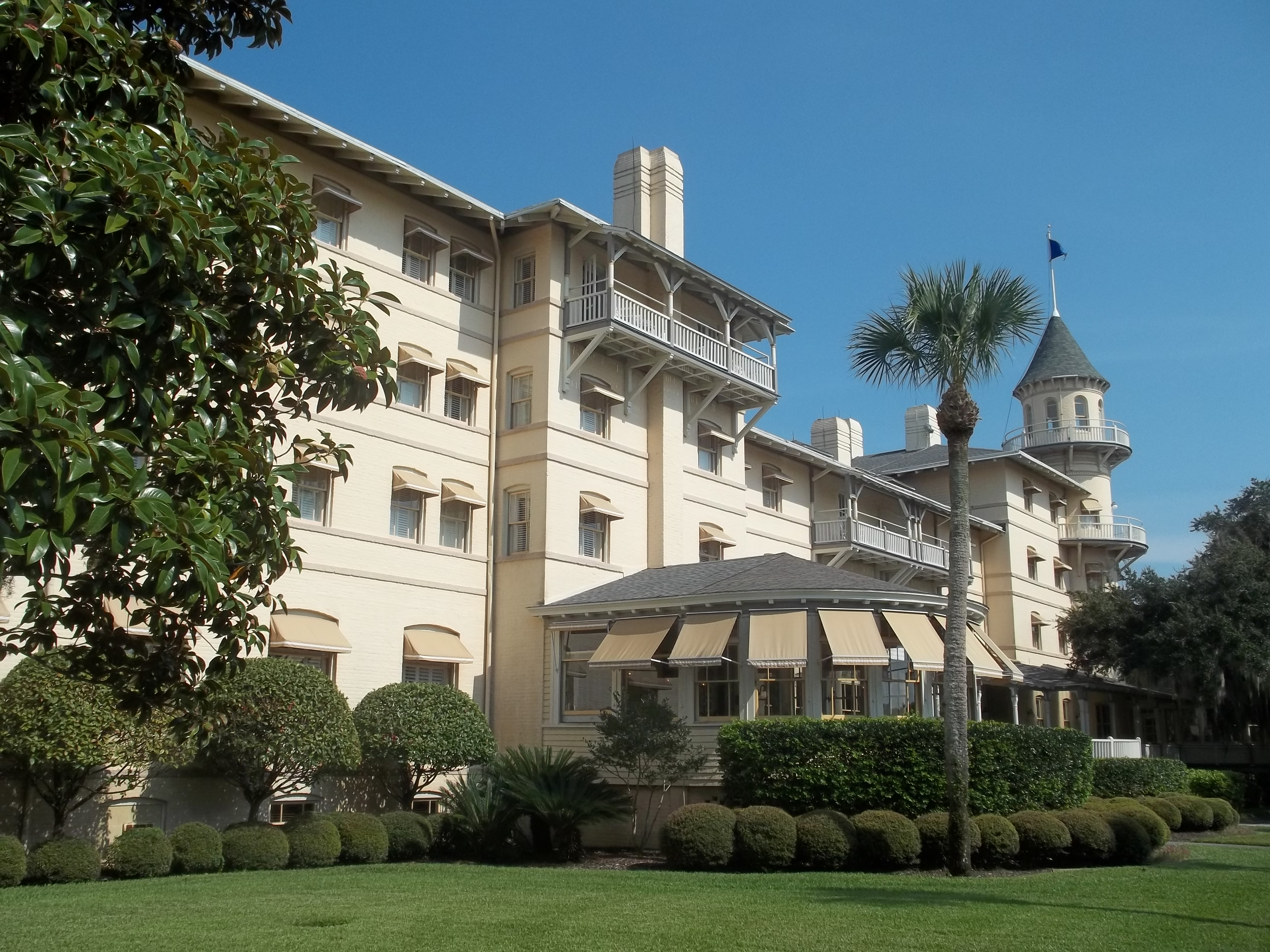
Клуб острова Джекилл, позже ставший отелем. Фото 2011 года

До прибытия европейцев в Америку остров Джекилл, равно как и близлежащую материковую территорию, преимущественно населяли индейцы племени крики. Местность, изобилующая ручьями и реками, была богата рыбой, орехами и ягодами. Кроме того, индейцы выращивали тыквы, фасоль, подсолнухи, кукурузу и табак.
Первыми европейцами, прибывшими на остров, были испанцы, которые высадились на берегу Джекилла в 1510 году и назвали остров Isla De Ballenas (рус. Остров китов). Позже на остров прибыли французы, переименовавшие его в Ille de la Somme (рус. Остров Соммы). После кратковременного вооружённого конфликта с испанцами за территории современной Джорджии и Флориды, в котором победы одержали последние, король Испании Филипп II приказал основать на острове колонию. В 1663—1665 годах англичане расширили свои колонии к югу от Джеймстауна, штат Виргиния, и объединившись с племенами чероки и ючи, к 1702 году полностью вытеснили испанцев и маскоги с их земель.
В 1733 году член Британского Парламента, генерал Джеймс Оглторп, высадился в Джорджии, которая годом ранее была объявлена британской колонией. Оглторп переименовал остров Соммы в честь своего друга и спонсора колонии — сэра Джозефа Джекилла. В конце 1730-х годов Оглторп назначил Уильяма Хортона главой военного поста, предназначенного для защиты форта Фредерика на соседнем острове Святого Саймона. Хортон обосновался на острове и создал плантацию, ресурсов которой оказалось достаточно для снабжения форта Фредерика мясом и кукурузой. Хортон умер в 1748 году, и его дом неоднократно переходил из рук в руки, пока в 1800 году весь остров не перешёл во владение Кристофа дю Биньона — француза, бежавшего от революции. Дю Биньон значительно расширил плантацию Хортона и первым на острове стал использовать рабский труд. После Гражданской войны часть острова выкупил племянник дю Биньона, который основал «Клуб острова Джекилл», превратив свои владения в курорт для элитного отдыха, пользовавшийся популярностью у зажиточных граждан.
В 1910 году в здании Клуба прошло секретное совещание группы банкиров и политических деятелей, на котором было принято решение о создании центрального банка для контроля над банковской системой США. Через три года была основана Федеральная резервная система.

## География

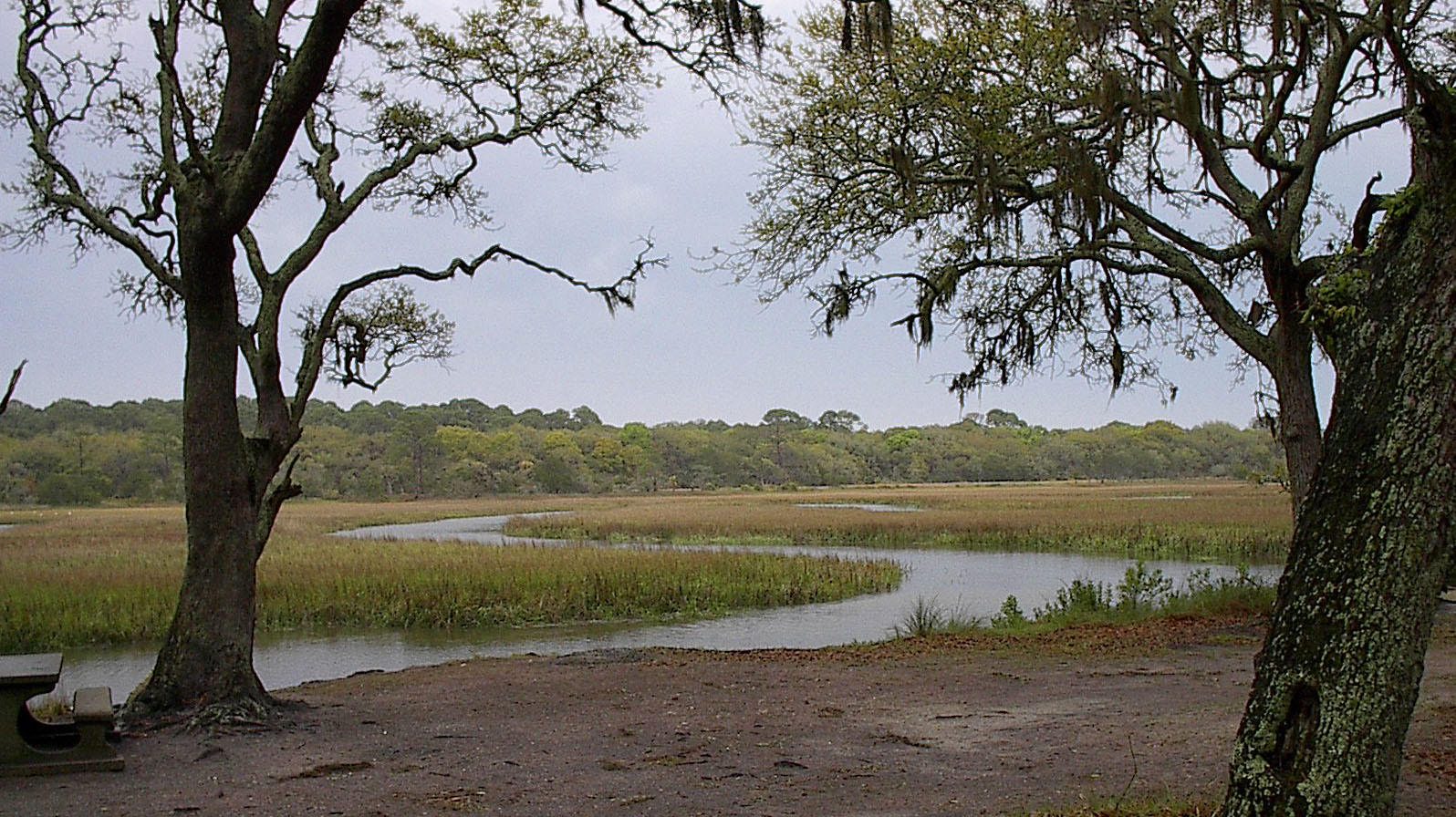
Марши острова Джекилл

Площадь острова Джекилл составляет около 26 км² (примерно 11 км в длину и 2,4 км в ширину). Около восьми квадратных километров территории занимают марши. Исторический центр острова расположен на западном берегу острова, на территории площадью 0,8 км². Восточный берег острова являет собой песчаный пляж. Доступ к острову с материка не зависит от водного транспорта, благодаря мосту. По периоду своего возникновения земля острова Джекилл, как и земли других Золотых островов Джорджии, относится к плейстоцену и голоцену.